# Mangup

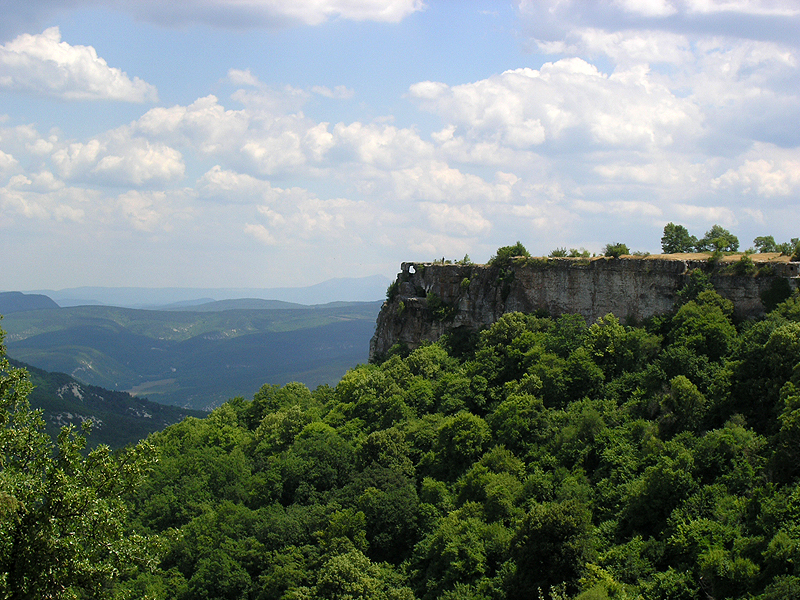
Widok na Mangup

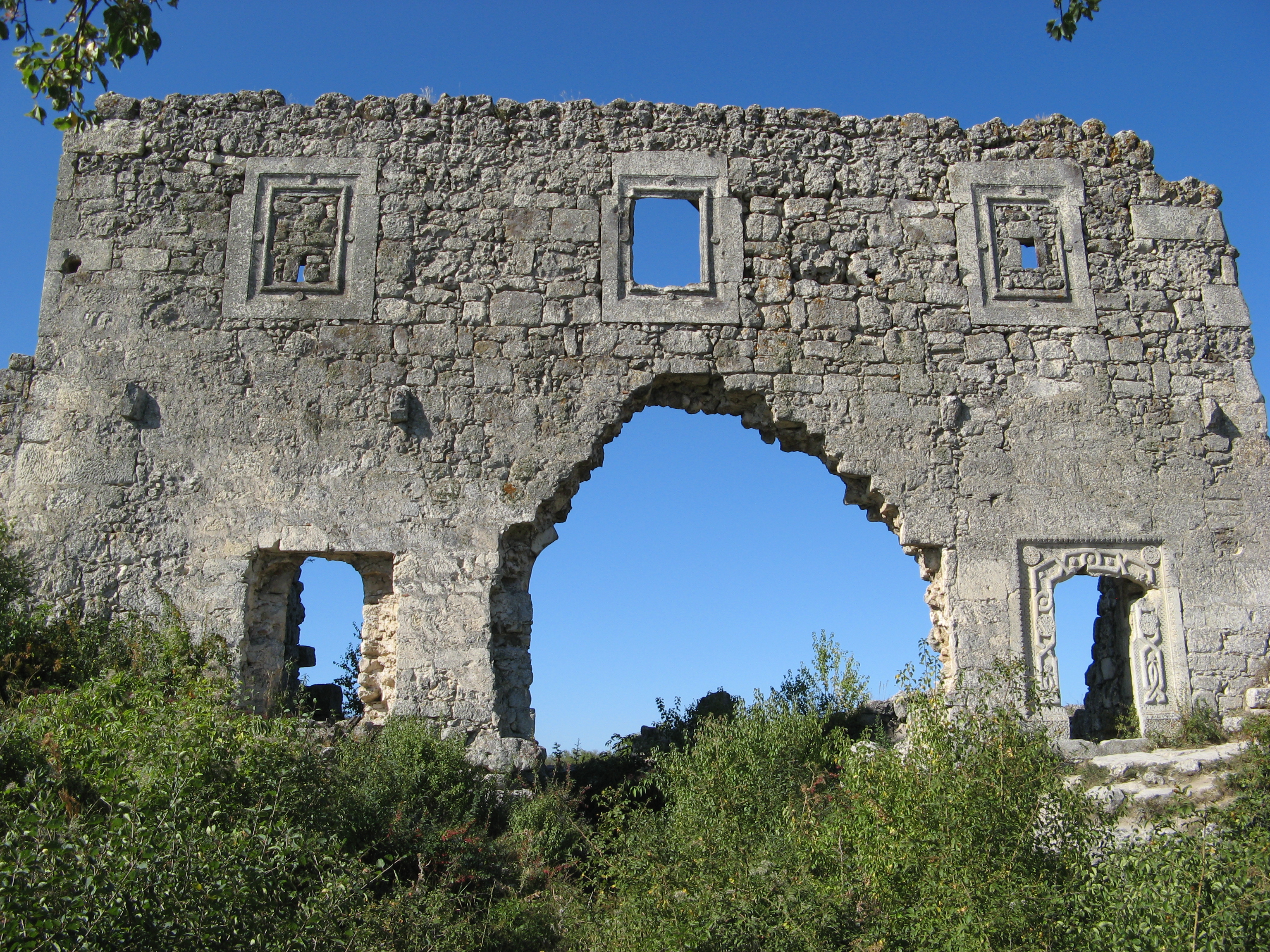
Ruiny budowli Mangupu

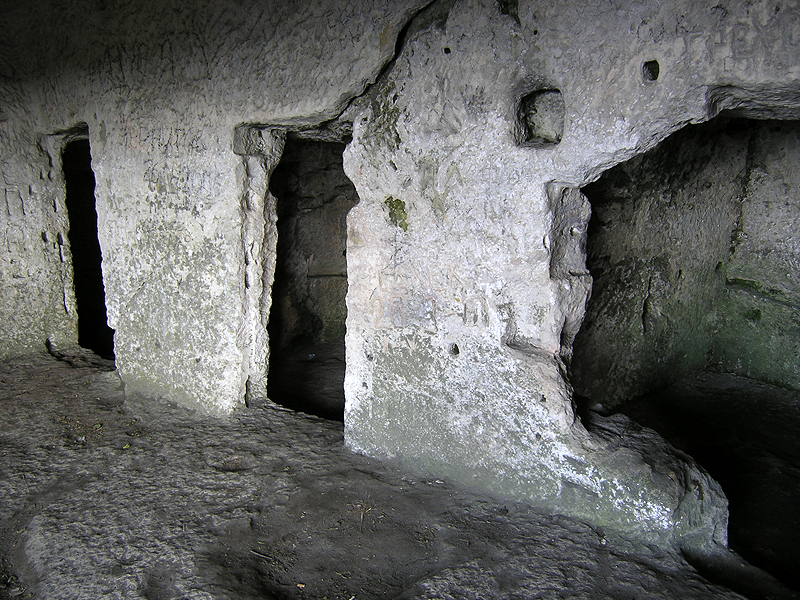
Skalne pomieszczenia Mangupu

Mangup (ukr. Мангуп, krm. Mangup, ros. Мангуп) – średniowieczne miasto-twierdza w zachodniej części Krymu na Ukrainie w pobliżu Bakczysaraju. 
Było największym skalnym miastem Krymu, zajmowało 90 ha powierzchni. Zbudowano je na płaskowyżu, z trzech stron ograniczonym urwiskami o wysokości 70 m, a z czwartej strony trzema głębokimi wąwozami. Leży na wysokości 584 m n.p.m.  
W początkowym okresie Mangup nazywano Doros, a w XIV - XV w. - Teodoro. 
Założone pod koniec VI w. n.e. jako twierdza Cesarstwa Bizantyjskiego, na miejscu istniejących od III w. n.e. nieufortyfikowanych wsi.  Wtedy też zbudowano dużą bazylikę. W latach 80. VII w. n.e. zajęte przez Chazarów, którzy stracili miasto na rzecz Bizantyjczyków w połowie IX w. Od końca X w aż do połowy XIV w. miasto mocno podupadło i nie odgrywało większej roli. W połowie XIV w. stało się stolicą państewka Teodoro i zaczyna się jego bujny rozwój, przejawiający się m.in. powstaniem dużej ilości budowli reprezentacyjnych i wojskowych. Po zdobyciu i złupieniu miasta pod koniec XIV w. przez wojska Timura miasto zostaje szybko odbudowane w latach 20. XV w., powstaje wtedy drugi mur obronny, a cytadela, bazylika, pałac władców Teodoro zostają odnowione i powiększone. Zdobyte przez Turków w 1475 i przekształcone w turecką twierdzę, stopniowo podupada. Pod koniec XVI wieku Mangup opuszczają prawosławni chrześcijanie i pozostaje tylko turecka załoga i duża społeczność Karaimów. W 1792 miasto zostaje opuszczone przez Karaimów, w związku z likwidacją garnizonu tureckiego i od tej pory pozostaje w ruinie. 
Głównymi zabytkami Mangupu są:
- mur obronny z VI w. n.e., wielokrotnie przebudowywany i rozbudowywany
- ruiny największej w górskim Krymie bazyliki chrześcijańskiej, zbudowanej w VI w. n.e., istniejącej do XVI w.
- ruiny pałacu władców państwa Teodoro z XV w. n.e.
- ruiny cytadeli zbudowanej w XIV-XV w.
- klasztor skalny z XV w.
- cmentarz karaimski z XV - XVIII w.